# Nuoto per salvamento ai The World Games Series 2025
Le competizioni di Nuoto per salvamento ai The World Games Series 2025 si sono svolte dal 29 al 30 marzo 2025 a Chengdu, in Cina

## Podi

### Uomini
| Evento                              | Oro                | Argento                | Bronzo                |
| 50 m trasporto manichino            | Francesco Ippolito | Fergus Eadie           | Kacper Majchrzak      |
| 100 m trasporto manichino con pinne | Davide Cremonini   | Fergus Eadie           | Ivan Romero Fernandez |
| 100 m traino manichino con pinne    | Davide Cremonini   | Marco Plazuelo Jimenez | Fabio Pezzotti        |
| 100 m misti                         | Kacper Majchrzak   | Fergus Eadie           | Simone Locchi         |
| 200 m super lifesaver               | Francesco Ippolito | Carlos Coronado Tejeda | Felix Hofmann         |

### Donne
| Evento                              | Oro               | Argento                      | Bronzo             |
| 50 m trasporto manichino            | Helene Giovanelli | Lucrezia Fabretti            | Antia Garcia Silva |
| 100 m trasporto manichino con pinne | Lucrezia Fabretti | Antia Garcia Silva           | Zoe Crawford       |
| 100 m traino manichino con pinne    | Zoe Crawford      | Maria Rodriguez De La Sierra | Melissa Giordano   |
| 100 m misti                         | Helene Giovanelli | Lucrezia Fabretti            | Alba Gomes Mesias  |
| 200 m super lifesaver               | Zoe Crawford      | Lucrezia Fabretti            | Bo Van de Plas     |

## Medagliere
| Posiz. | Nazione       | Oro | Argento | Bronzo | Totale |
| ------ | ------------- | --- | ------- | ------ | ------ |
| 1      | Italia        | 7   | 3       | 3      | 13     |
| 2      | Nuova Zelanda | 2   | 3       | 1      | 6      |
| 3      | Polonia       | 1   | 0       | 1      | 2      |
| 4      | Spagna        | 0   | 4       | 3      | 7      |
| 5      | Belgio        | 0   | 0       | 1      | 1      |
| 5      | Germania      | 0   | 0       | 1      | 1      |
| Totale | Totale        | 10  | 10      | 10     | 30     |